# Икономика на Република Южна Африка
Република Южна Африка е икономически най-развитата страна от Африка. Въпреки това е голямо влиянието върху всички сфери на съвременния живот, наложени от апартейда в Южна Африка. Все още 50% от населението – най-вече негрите, живеят под границата на бедността.

## Макроикономика
| година | БВП (в млрд. $) | инфлация (в %) |
| ------ | --------------- | -------------- |
| 1980   | 80.547          | 14.2           |
| 1985   | 57.273          | 16.2           |
| 1990   | 111.998         | 14.3           |
| 1995   | 151.117         | 8.7            |
| 2000   | 132.964         | 5.4            |
| 2006   | 254.795         | 4.5            |

## Промишленост
Добивът на полезни изкопаеми в Южна Африка играе най-голяма роля в промишлеността на страната. Добиват се над 40 вида полезни изкопаеми – мед, злато, въглища, манган, желязна руда и др. Южна Африка се нарежда на първо място в света по добив на злато, който постепенно намалява – през 2001 г. са добити 500 тона злато, в 2004 – 346 тона, а рекордът е през 1970 г. – тогава са извлечени 1000 тона.
Други развити отрасли са хранителната, циментовата, целулозната промишленост.
Република Южна Африка е първата страна в Африка по производство на автомобили. През 2001 година е на 21 място в света – 1,2 милиона коли. Абтомобилостроители са „БМВ“, „Тойота“, „Форд“, „Мазда“.

### Енергетика
През 2000 година 93% от електроенергията в страната е на базата на термични централи, работещи на въглища. Производството на енергия е 215,9 милиарда кВтч.